# Plumassier

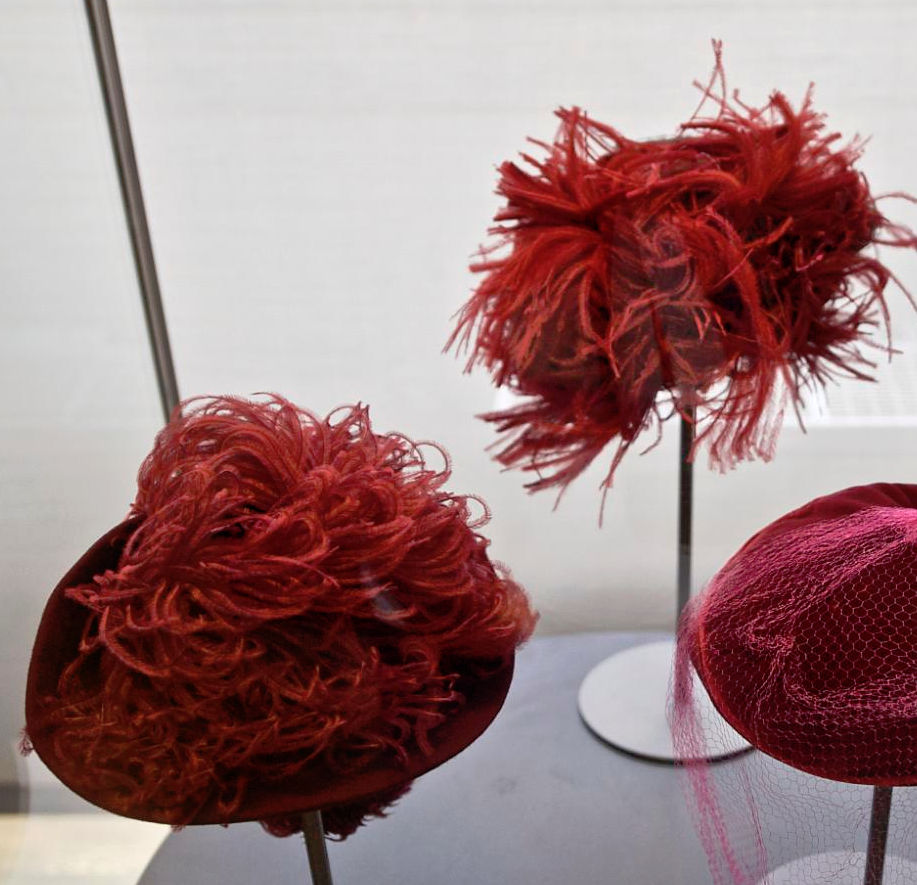
Federgarnierte Kopfbedeckungen (Paris, 2008)

Als Plumassier bezeichnet man den Beruf des Federschmückers, auch Federputzer oder Federputzmacher genannt (vergleiche Putzmacherin). Die französische Berufsbezeichnung (das Wort stammt von „la plume“ – „die Feder“) ist als Lehnwort in das Deutsche übernommen worden. Dieser Gallizismus bezeichnet sowohl Männer als auch Frauen, die jene handwerkliche Tätigkeit ausführen. Zu den Aufgaben zählen die Reinigung, Sortierung und Konservierung der Federn. Durch Veredelungsprozesse mittels Färben, Formen und Schneiden entsteht die sogenannte Schmuckfeder.
Als Ausgangsmaterialien werden Schweif-, Schulter-, Brust- und Schwingfedern von Hahn, Fasan und Gans bearbeitet. Auch exotische Federn wie bspw. vom Strauß, Papagei oder von – heutzutage geschützten – Paradiesvögeln werden häufig verwendet. In der Gegenwart dient die Tätigkeit des Plumassiers reinen Dekorationszwecken. Die bearbeiteten Schmuckfedern sind in der Regel Zierde von Bekleidung, bspw. als Besatz an Kragen oder Manschette sowie an Accessoires wie Boa, Hut, Helm, Kopfschmuck, Schirm, Tasche, Fächer, Würdezeichen oder auch Wandteppiche (bekannt ist hier insbesondere das Federzimmer von August dem Starken im Schloss Moritzburg (Sachsen)).

## Geschichte/Kostümkunde

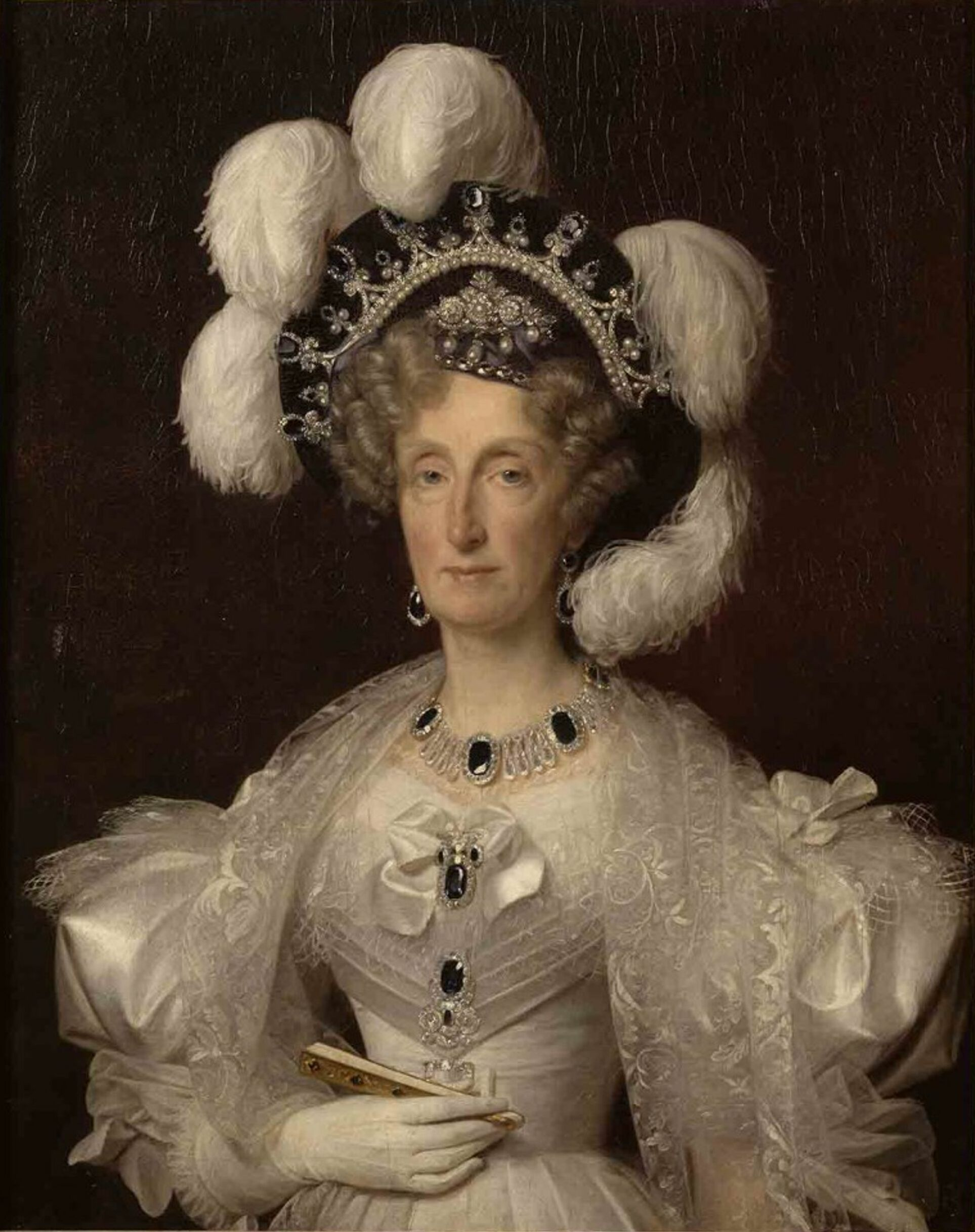
Marie-Amélie de Bourbon mit federgeschmückter Kopfbedeckung (etwa 1828)

Ab 1770, der Epoche des Spätrokokos, wurden die Roben für Adelige am Hof von Versailles in Frankreich durch die englische Hofmode beeinflusst, die opulenter und noch reicher als vorher verziert war und vorwiegend als Galakleidung (Grand Parure) getragen wurde. In diesem Zuge entstanden die Berufe des Milleneurs (heute bezeichnet man den englischen Hutmacher als „milliner“) und des schmückenden Plumassiers.
Der Milleneur stellte hauptsächlich Stoffbänder, Volants, Schleifen, Girlanden und Blüten aus Seide her, mit denen die höfische Kleidung verziert und geschmückt wurde. Der Plumassier verarbeitete vorwiegend Daunenfedern für Bettlagen, Spitzen von Federkielen zum Schreiben oder auch Federbälge, die, nach innen gestülpt, im Winter in Holzschuhe (Sabots) als wärmendes Futter gesteckt wurden.
Vom funktionalen Einsatz der Federn entwickelte sich der Beruf zu rein schmückenden Zwecken. Voluminöse Perücken, Hüte, Schirme, Fächer, Besätze an Kragen und Manschetten wurden mit Federn ausgeschmückt. Sehr begehrt waren Straußenfedern, die in opulente Perücken eingearbeitet wurden. In den Jahren 1880–1896 wurden trotz der aufkommenden Sportlichkeit zur Matinee oder zu Bällen aufwändige Prunkhüte getragen, die mit Seidenblüten und mit Federn üppig dekoriert waren. Anfang des 20. Jahrhunderts zierten Federn oder Vogelfelle, wie von Paradiesvögeln oder des Papageien, den modischen Auftritt der europäischen Frauen. Gerne wurden diese exotischen Federn dann mit Pelz kombiniert. Neben aufwändigen Handstickereien hat sich der Einsatz von Federn bis heute in der Mode der Pariser Haute Couture gehalten und wird noch von wenigen Ateliers betrieben.

## Der Beruf des Plumassiers

### Aufgaben des Plumassiers
Schmuckfedern finden in Deutschland heute in der Hutmode ihren Einsatz und sind den aktuellen Farben angepasst. Ebenfalls werden Schmuckfedern für Trachtengruppen und Musikvereine in Form von Hutgestecken hergestellt. Für Kostüme in Theater und Revue werden oft sehr große Mengen an Schmuckfedern aufwändig verarbeitet. Weniger aufwändig veredelt findet man Schmuckfedern auch in Kostümen oder Accessoires zu Karneval.

### Ausbildung
In Deutschland gibt es keine Möglichkeit der Ausbildung. Techniken und Methoden werden von Mund zu Mund in kleinen Hutmanufakturen weitergegeben, in denen Schmuckfedern eingesetzt werden. Die Verwendung von Federn wird in der Materialkunde und der Kostümkunde in der handwerklichen Ausbildung zum Damenschneider und auch in der Textilkunde im Studienfach Modedesign an deutschen Fachhochschulen gelehrt.

### Handwerkszeug
Jeder Plumassier hat seine eigenen Techniken und somit auch unterschiedliche Werkzeuge. Zur Verformung werden oft handelsübliche Dampfbügeleisen, Handdämpfer und zum Schneiden Haarschneidescheren aus dem Friseurhandwerk eingesetzt.

## Gegenwart und Zukunft des Berufsstandes
Schmuckfedern werden in Deutschland meist als Hutfeder oder als Federboa eingesetzt. Ein großer Bereich sind dabei Federgarnituren für Trachten, auch als Hakl und Stösse bezeichnet.

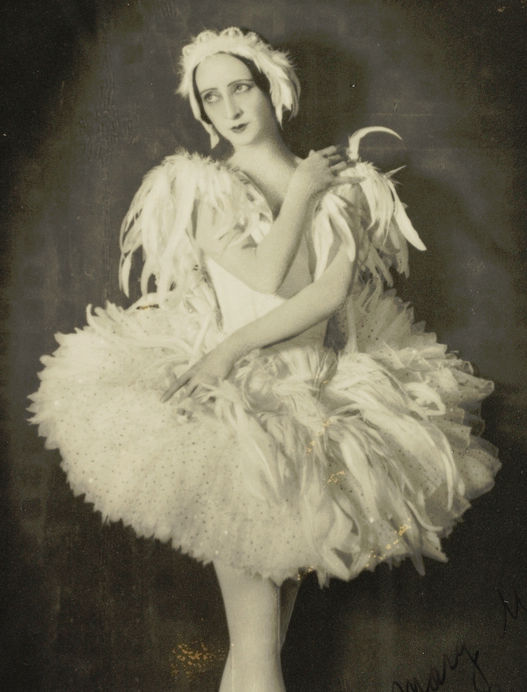
Ballerina Olga Spessiwzewa im Schwanenkostüm (Schwanensee, 1934)
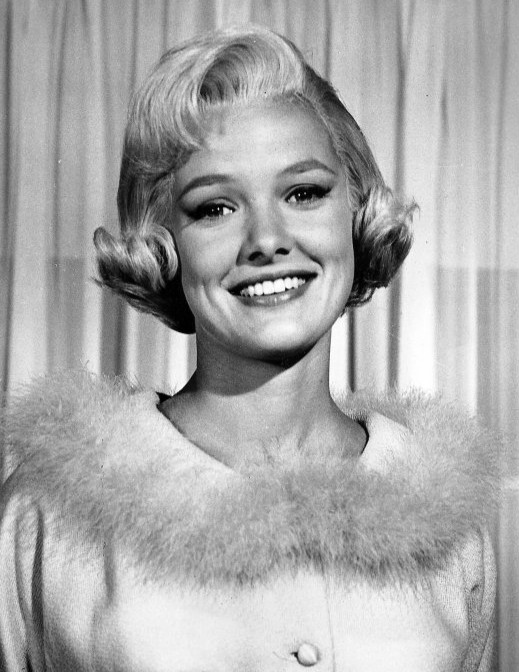
Beverley Owen, federverbrämtes Kleid  (1964)
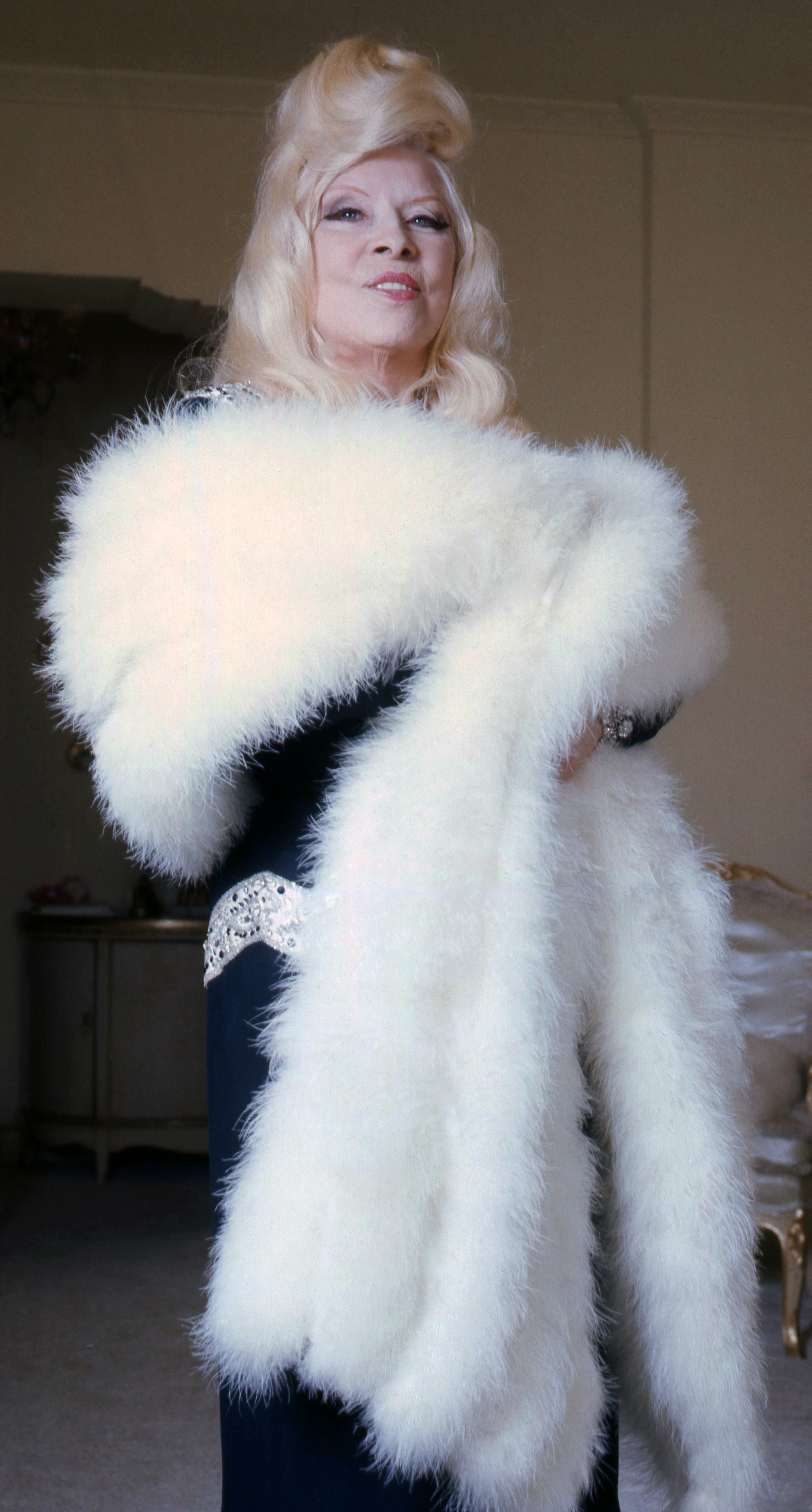
Mae West mit Federstola (1964)
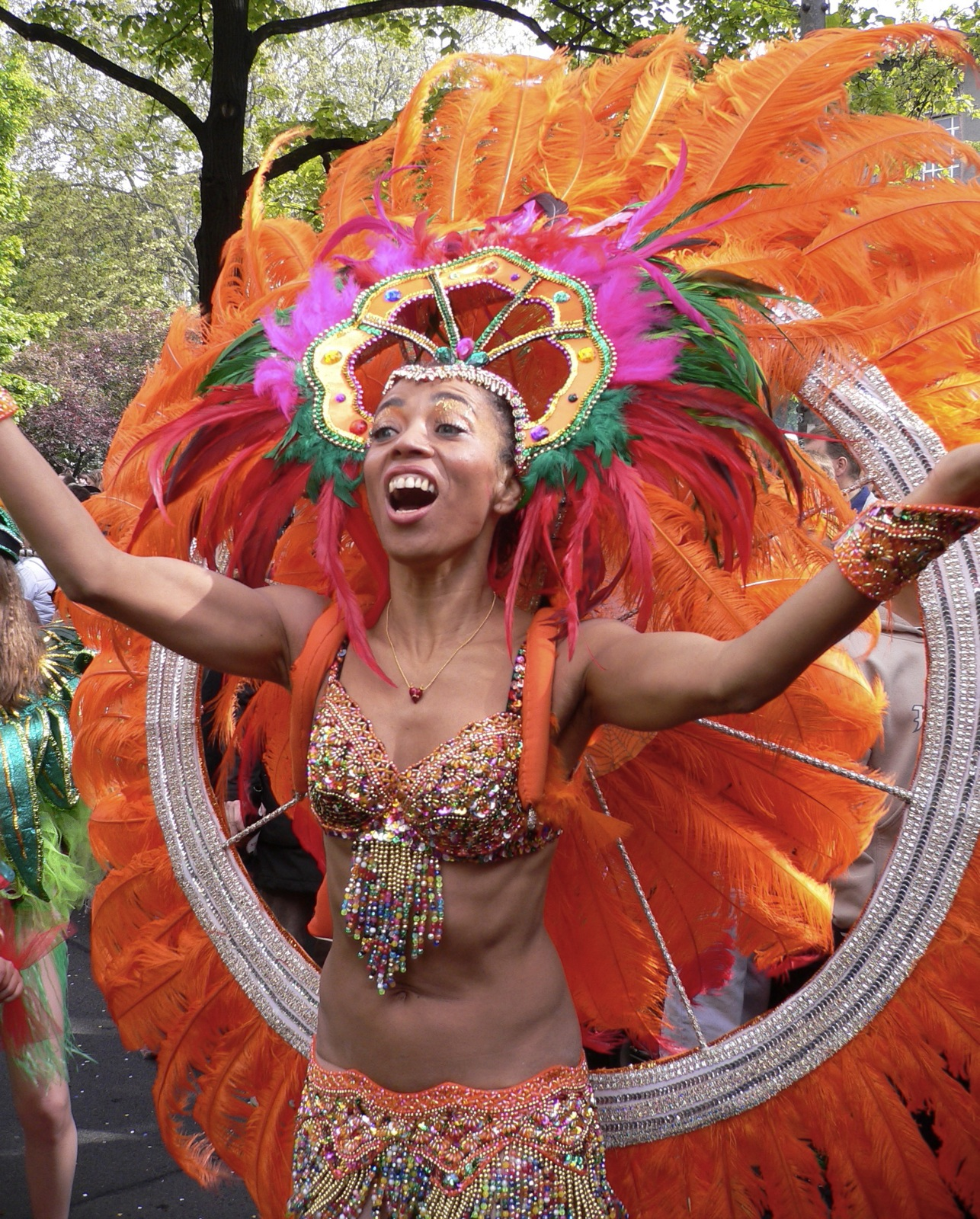
Berlin, „Karneval der Kulturen“, Federkostüm (2007)
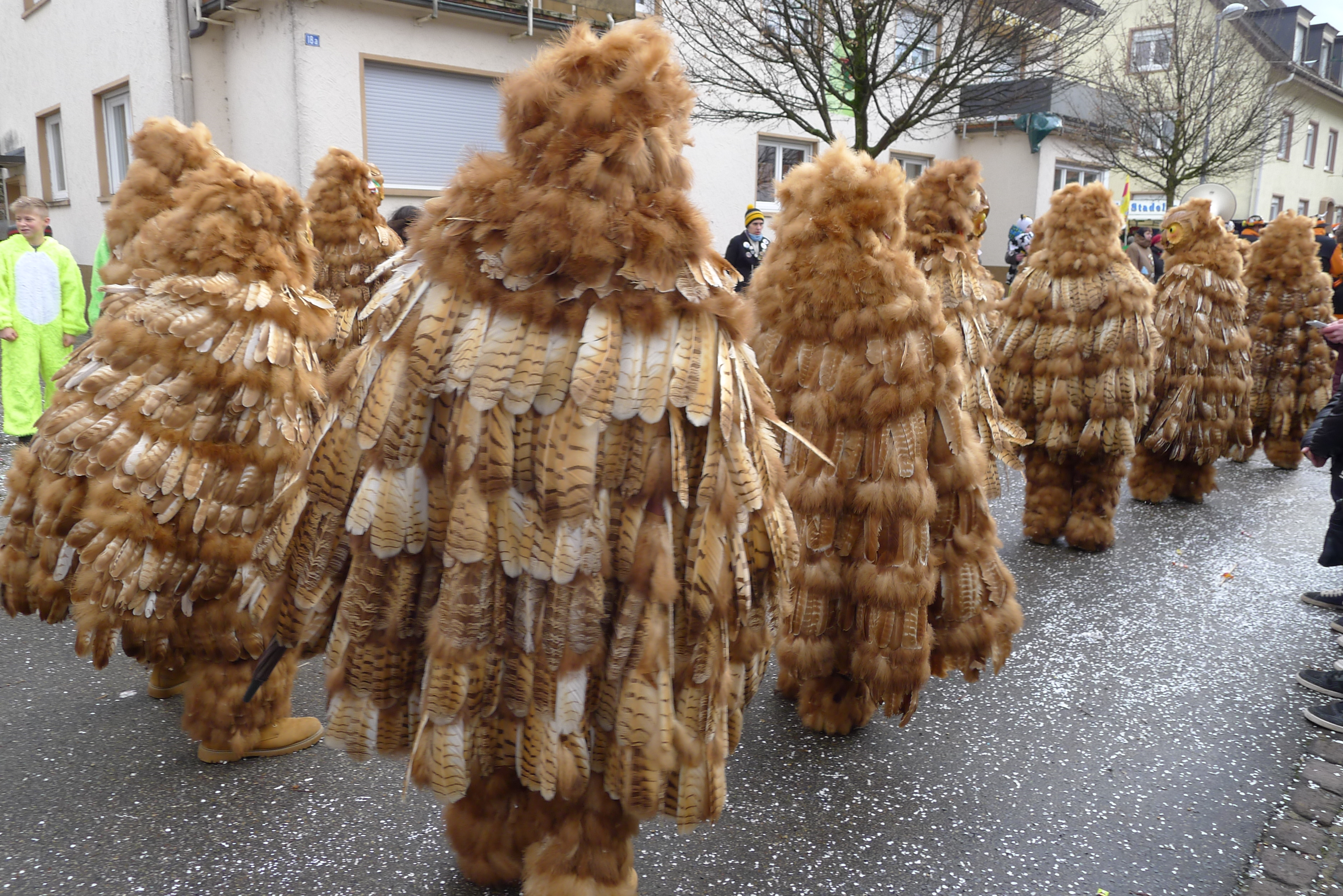
Kostüme der Eulenzunft Seelbach (2015)